# Castilleja lutescens
Castilleja lutescens là loài thực vật có hoa thuộc họ Cỏ chổi. Loài này được (Greenm.) Rydb. mô tả khoa học đầu tiên năm 1900.